# Coulonges-sur-l'Autize
 Coulonges-sur-l'Autize  es una población y comuna francesa, en la región de Poitou-Charentes, departamento de Deux-Sèvres, en el distrito de Niort y cantón de Coulonges-sur-l'Autize.

## Demografía
| 1929 | 2021 | 2030 | 2019 | 2021 | 2146 |
| Para los censos de 1962 a 1999 la población legal corresponde a la población sin duplicidades (Fuente: INSEE [Consultar]) |      |      |      |      |      |